# یاکوویتسا
یاکوویتسا (به لاتین: Yakovitsa) یک منطقهٔ مسکونی در بلغارستان است که در دژرووو واقع شده‌است.